# Melhania velutina
Melhania velutina är en malvaväxtart som beskrevs av Peter Forsskål. Melhania velutina ingår i släktet Melhania och familjen malvaväxter. Inga underarter finns listade i Catalogue of Life.